# محمد داوود خان
سردار محمد داوود خان معروف به داوود خان (متولد ۲۷ سرطان ۱۲۸۸ در کابل) پایه‌گذار جمهوری افغانستان و نخستین رئیس‌جمهور از سال ۱۳۵۲ تا سال ۱۳۵۷ و عملاً پادشاه افغانستان بود. او همچنین در بین سال‌های ۱۳۳۲ تا ۱۳۴۲ نخست‌وزیر افغانستان بود. داوود خان در کودتایی بدون خونریزی در سال ۱۳۵۲ نظام پادشاهی در افغانستان را که در آن زمان توسط پسرعمویش محمدظاهر شاه اداره می‌شد سرنگون ساخت و جمهوری افغانستان را شکل داد و خود را به عنوان رئیس‌جمهور افغانستان اعلام کرد. محمد داوود خان به خاطر سیاست‌های ترقی خواهانه اش، کوشش‌هایش برای بهبود حقوق زنان و آغاز دو طرح نوسازی پنج‌ساله که نیروی کار را در حدود ۵۰ درصد افزایش داد، شناخته می‌شود.
او سمت رئیس‌جمهوری را تا روز ترورش توسط حزب دموکراتیک خلق افغانستان که به عنوان انقلاب ثور شناخته می‌شود، برعهده داشت. حزب دموکراتیک خلق افغانستان پس از کشمکش‌های طولانی او را همراه با تمام اعضای خانواده‌اش در ارگ ریاست‌جمهوری افغانستان ترور کرد و پیکرهای آن‌ها را در مکانی ناشناس به صورت دسته‌جمعی خاک نمود. سی سال بعد (در سال ۱۳۸۷ خورشیدی) با شناسایی بقایای پیکرهایشان در شرق کابل، دولت وقت افغانستان این پیکرها را در مراسمی رسمی در تپه‌ای در غرب کابل به خاک سپرد.

## زندگی

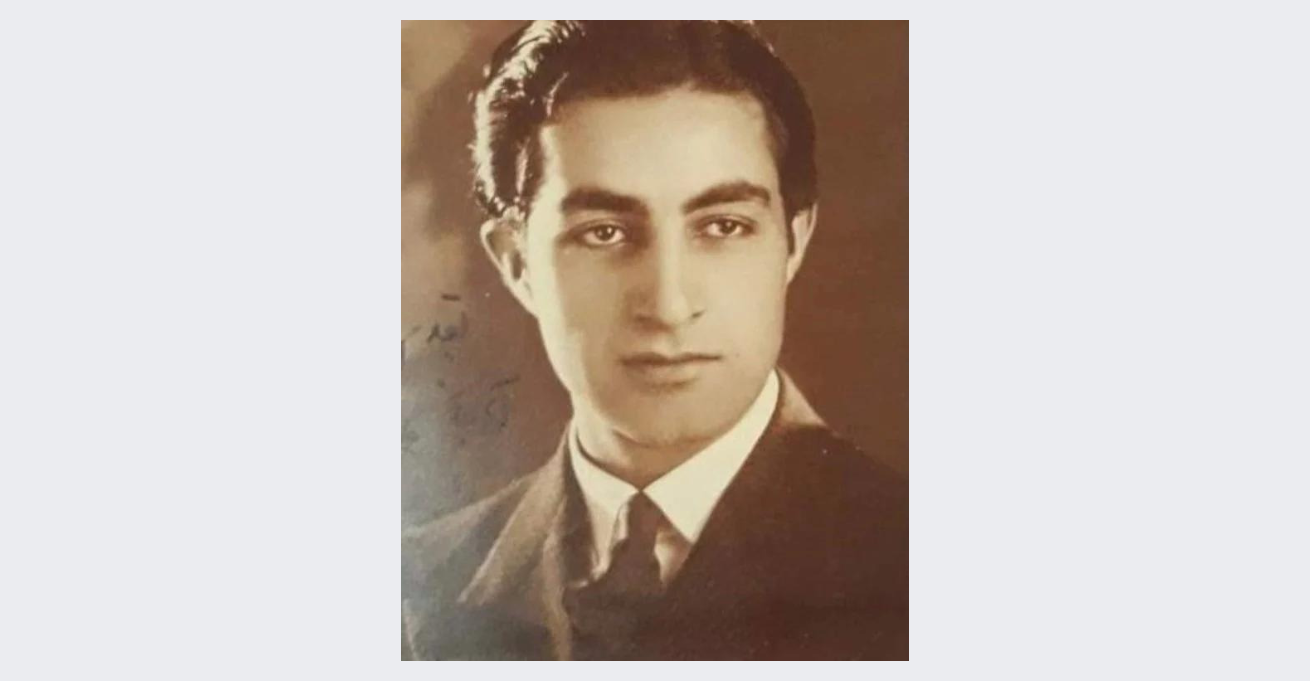
داود خان در سن ۲۰ سالگی

محمدداوود در تاریخ ۲۷ تیر ۱۲۸۸ در شهر کابل زاده شد. پس از پایان دبیرستان نظامی، در سال ۱۹۳۱ وارد دانشکدهٔ افسران اردو گردید.
در دوران دههٔ ۱۹۳۰ و ۱۹۴۰، وی در پست‌های گوناگونی ایفای وظیفه نموده‌است. در سال‌های ۱۹۵۰–۱۹۴۹ وزیر دفاع و از سال ۱۹۵۳ تا ۱۹۶۳ به عنوان نخست‌وزیر کشور بود که در این مدت اصلاحاتی چون نهضت بانوان، اعمار شاهراه و تأسیس تعدادی کارخانه‌های بزرگ را پایه‌گذاری نمود. ظاهر شاه پادشاه افغانستان او را در سال ۱۹۶۳ برکنار کرد.
در ۱۷ ژوئیه ۱۹۷۳ (۲۶ تیر ۱۳۵۲ خورشیدی) با توسل به کودتای نظامی سرد، ظاهر شاه پسر کاکایش را از سلطنت خلع کرده، نظام جمهوری را بنا نهاد. وی از ابتدا دارای افکار چپی و یک ناسیونالیست قوی بود. از این رو با حزب دموکراتیک، به‌ویژه شاخهٔ پرچم روابط نزدیکی داشت و از آن‌ها در پیروزی کودتا استفاده کرده و پس از پیروزی به کادرهای این جناح پست‌های مهم و کلیدی داد.
در اواخر سال‌های قدرتش از مسکو و چپی‌ها فاصله گرفت و حتی در صدد نابودی ایشان برآمد. این اقدام باعث شد تا حزب دموکراتیک خلق دست به کودتای ۷ اردیبهشت ۱۳۵۷ بزند و در همان سال او و هجده تن از اعضای فامیلش را در ارگ ریاست‌جمهوری افغانستان به قتل رسانیدند.
داوود خان در ۲۷ آوریل سال ۱۹۷۸ در جریان کودتا در شهر کابل کشته شد.
پیکر داوود خان روز سه شنبه ۲۷ حوت سال ۱۳۸۷ خورشیدی (۱۷ مارس ۲۰۰۹) طی مراسمی رسمی در تپه تاج‌بیک در غرب کابل به خاک سپرده شد.

## نگارخانه

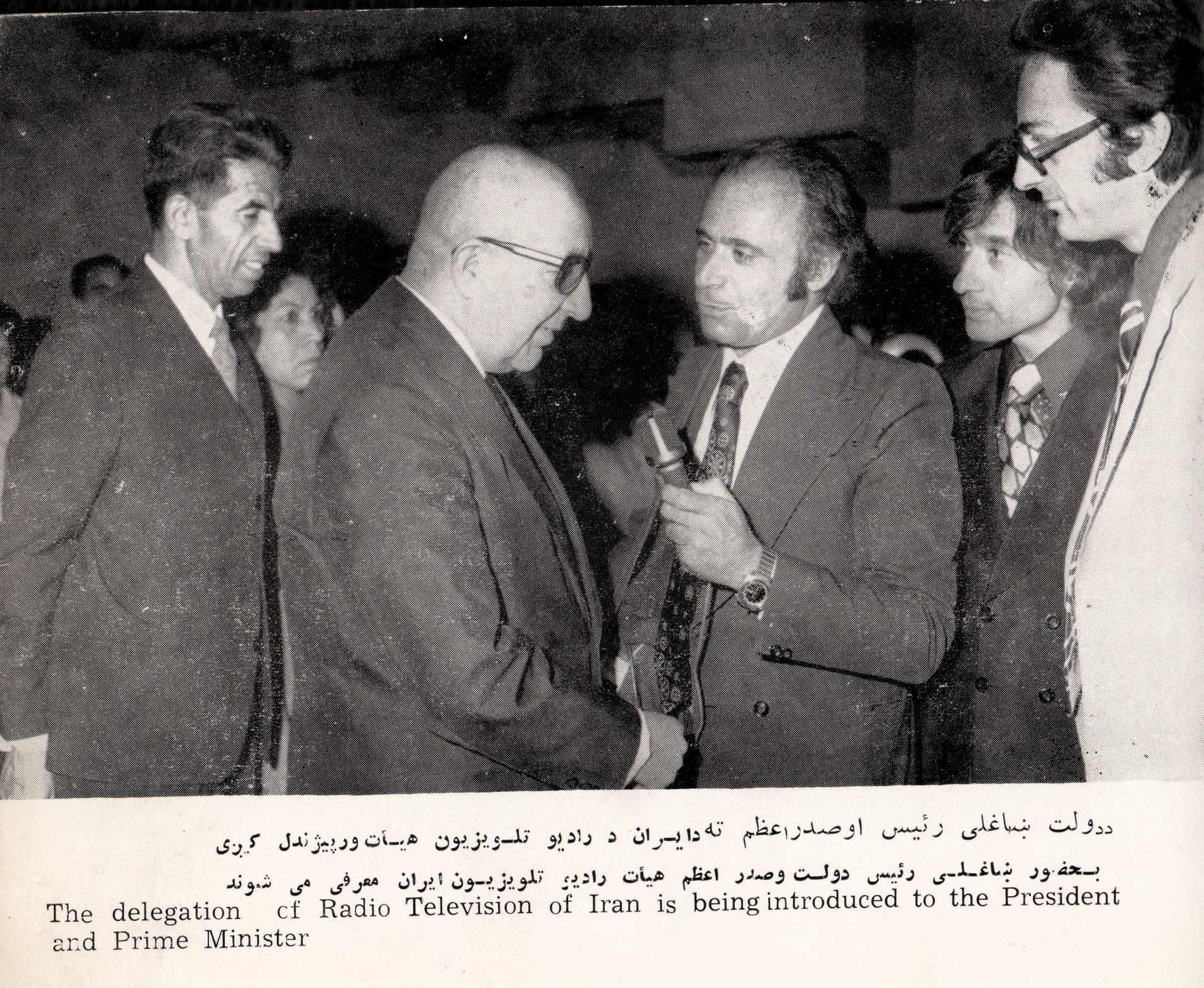
بازدید داود خان از رادیو و تلویزیون ملی ایران در ایران، ۱۹۷۴ میلادی
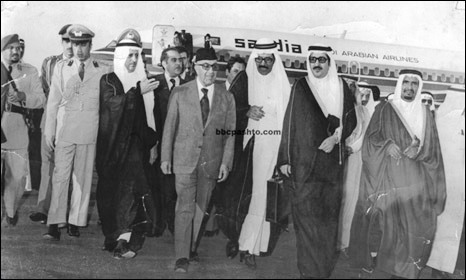
داود خان در عربستان سعودی